# Meir Mazuz
Meir Nissim Mazuz (en hébreu : מאיר ניסים מאזוז, aussi connu sous le nom de Nééman, נאמ"ן), né le 27 mars 1945 à Tunis (protectorat français de Tunisie) et mort le 19 avril 2025, est un posseq et rabbin haredi séfarade israélien.
Il est le fils du rabbin et posseq de Tunis, Masliah Mazuz (he) (1912-1971).
Il est le doyen de la Yechiva Kisse Rahamim, de Bnei Brak. Depuis décembre 2014, il est également le chef spirituel du parti Yahad (dirigé par Eli Yishaï) et le Mara d'Atra des Juifs tunisiens.
En mars 2020, il affirme que la pandémie de Covid-19 est une « punition divine », dont les pays arabes sont immunisés parce qu'ils interdisent les marches des fiertés.